# Parc de la pomme de terre
Le parc de la pomme de terre (Parque de la papa), est une aire du patrimoine autochtone et communautaire destinée à la conservation des variétés indigènes de pommes de terre andines. D'une superficie d'environ 12 000 hectares, s'étageant entre 3150 et 5000 mètres d'altitude, il se situe dans la Vallée sacrée des Incas (département de Cuzco) au Pérou. 

## Historique
Ce parc a été créé en 1997 par six communautés quéchuas : Sacaca, Chawaytire, Kuyo Grande, Pampallaqta, Paru Paru et  Amaru, regroupant environ 6 000 personnes. Ces communautés se sont constituées en association, l'Asociación de Comunidades del Parque de la Papa (association des communautés du parc de la pomme de terre), qui est chargée de l'administration du parc.

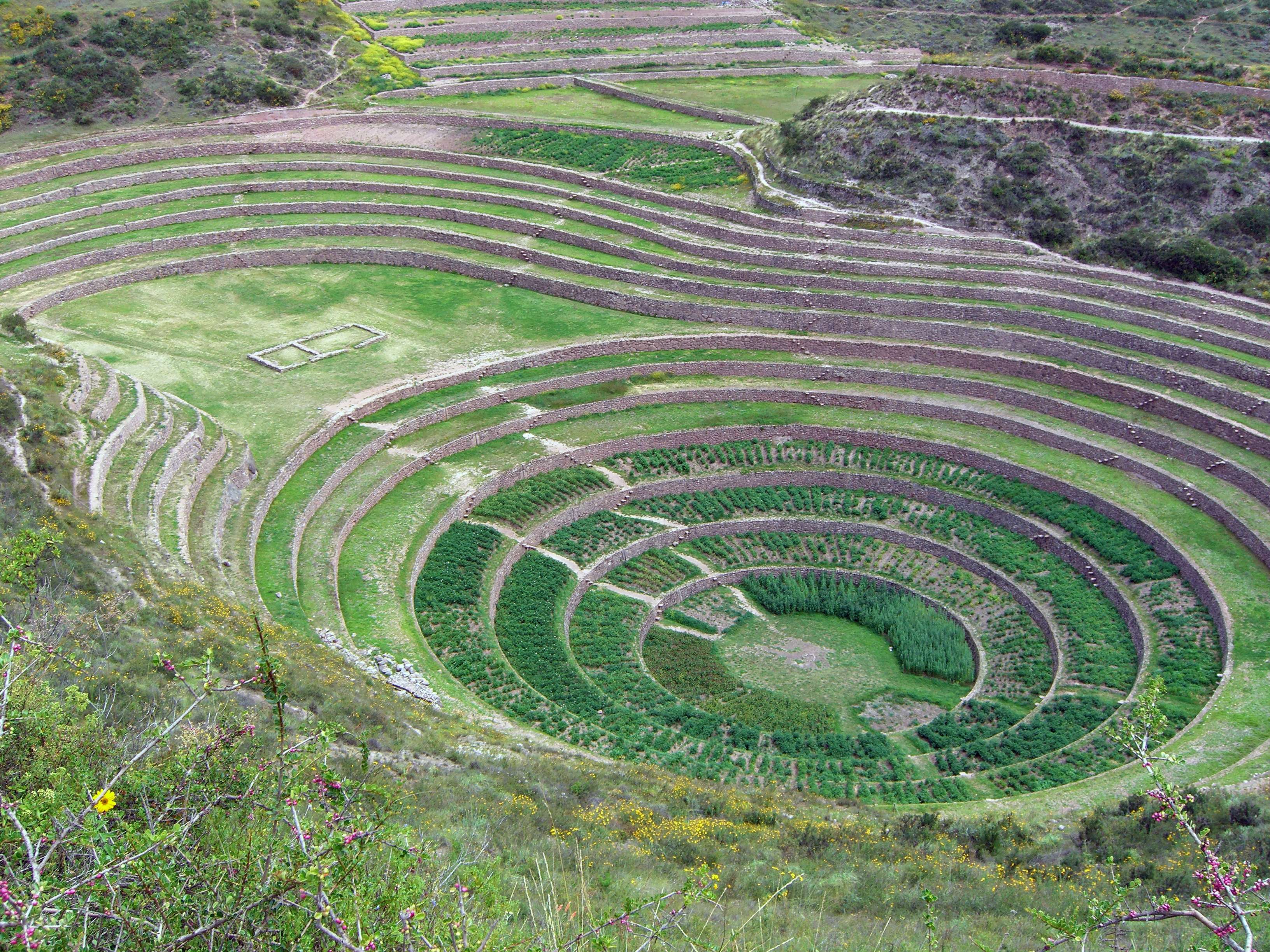
Terrasses agronomiques de Moray.

En 2005,  l'association Andes, représentant les communautés du parc, a signé avec le centre international de la pomme de terre (CIP) une « convention pour le rapatriement, la restauration et le suivi de l'agrobiodiversité des pommes de terre indigènes et des systèmes de connaissance communautaires associés ».
Cette convention reconnaît les droits des communautés sur les souches de pomme de terre indigènes et prévoit de leur restituer les ressources génétiques rassemblées par le CIP. À terme, environ 4 000 variétés connues de pomme de terre seront rassemblées dans le parc, ce qui lui permettra de fonctionner comme deuxième centre d'origine de cette culture de base

## Variétés
Le parc abrite environ 600 variétés indigènes, dont la majorité n'ont jamais quitté cet habitat. Début 2008, le CIP a transféré au parc 246 variétés de pommes de terre libres de virus.